# Калистово (остановочный пункт)
Ка́листово — остановочный пункт Ярославского направления Московской железной дороги в Пушкинском районе Московской области. Находится в деревне Василёво городского поселения Ашукино. В основном, платформой пользуются жители микрорайона Росхмель и имени Калинина посёлка Ашукино.

## Краткая история
Остановочный пункт построен в 1898 году. Электрификация проведена в 1933 году. Назван по располагавшемуся неподалёку селу Калистово.

## Описание
На остановочном пункте имеется всего две, не оборудованные турникетами платформы, обе боковые, на одной из которых есть билетная касса для обслуживания пассажиров, между которыми пролегает два железнодорожных пути. После ввода в эксплуатацию остановочный пункт не подвергался реконструкции.
За счёт особенностей рельефа платформа из Москвы расположена в одном уровне с местностью, создавая впечатление что платформа низкая и не имеет каких-либо лестниц и ограждений.
К 2003 году на железнодорожном переезде Калистова установлена система автоматической блокировки движения автомобильного транспорта.
В 2023 году произведён капитальный ремонт остановочного пункта, на платформах установлены валидаторы для оплаты картой «Тройка» и через приложение ЦППК.
Неподалёку протекает река Сумерь.

## Общественный транспорт
Автобусное сообщение отсутствует.